# 河沼郷
河沼郷（かわぬまごう　かわぬごう）とは、尾張国葉栗郡の郷の一つである。尾張国葉栗郡東部付近であり、現在は愛知県と岐阜県になっている。
室町時代頃からは河野郷と称されていた。

## 概況
- 尾張国と美濃国の境に位置し、現在の木曽川の分流[1]が網目状に流れていた。河沼という地名も、川や沼が多いことからと推測される。
- 奈良時代、平安時代の文献では「河沼郷」と記述されているが、室町時代の文献では「河野郷」となっている。詳細は不明であるが、河沼郷には河野島という島があるという記述があり、これが転じたという説もある。
- 戦国時代末期の天正13年（1585年）、木曽川は大洪水を起こして流れが変わり、現在の境川の場所を流れていた木曽川は南方へ移動してしまった。豊臣秀吉は新たな流れを美濃尾張の境とし、葉栗郡を分割して、尾張国葉栗郡と美濃国羽栗郡とする。
- 現在の地名では、愛知県江南市北部（旧宮田町・草井村）、一宮市北部（旧浅井町）、岐阜県各務原市南西部（旧川島町、中屋村）、羽島郡笠松町東部（旧下羽栗村）、岐南町東部（旧上羽栗村）の一帯と推測される。

## その他
- 現在の地名として残っているのは、江南市河野町（読みはこうのちょう）、江南市宮田町河沼がある。
- この近辺の浄土真宗の寺院で、親鸞、蓮如に関わりのある寺院には、河野をつけた寺院（河野円城寺、河野西入坊など）がある。この河野は河野郷に由来する。
- かつては○○島というように、島の付く地名が多かったという。現在も平島（岐南町）、本田島・中島・出島・鹿子島（江南市）として残っている。また、旧川島町の古い地名は、河田島、松原島、笠田島など、ほとんどに島という文字が入っていた。

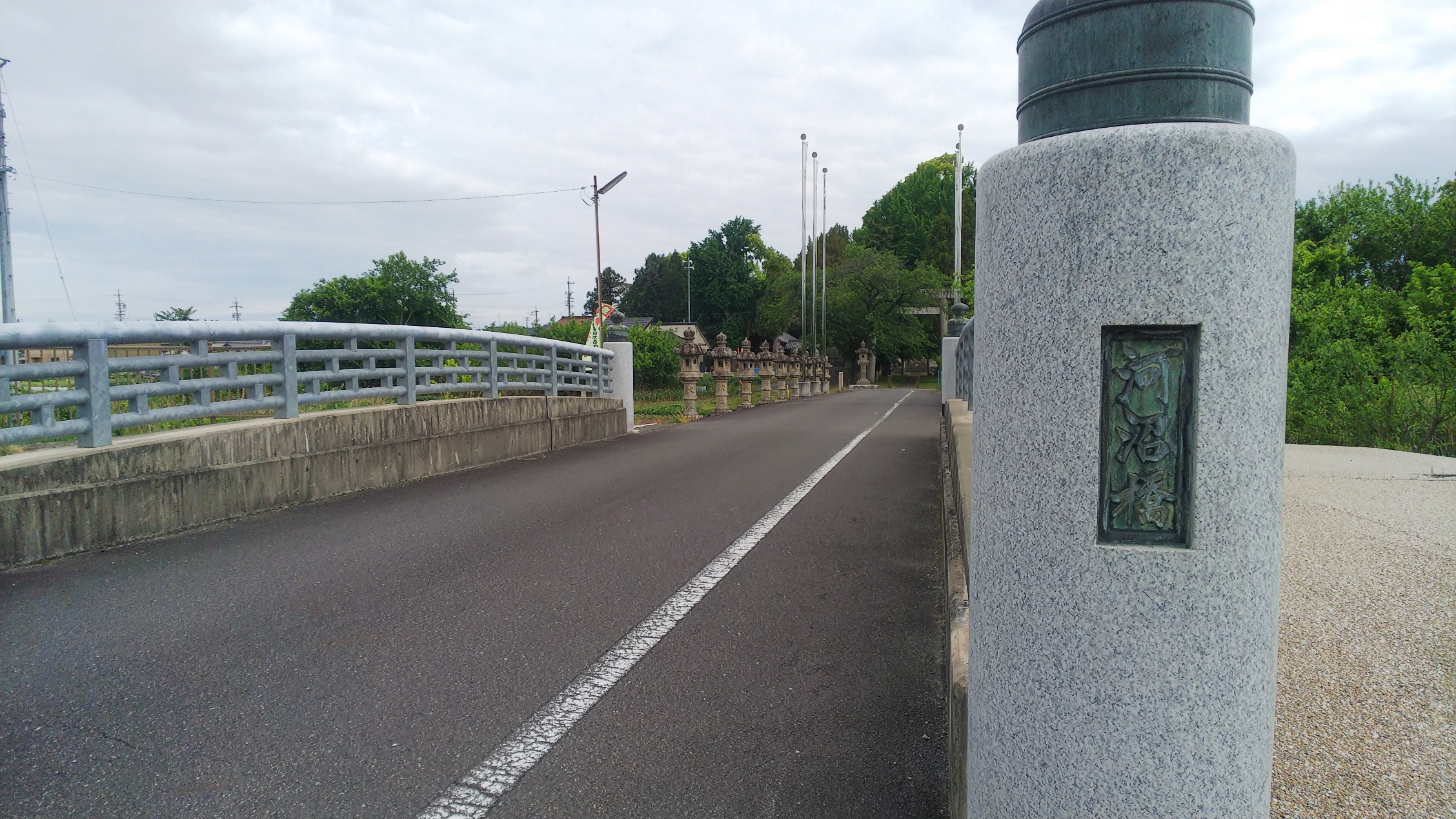
江南市川島神社前の河沼橋